# 前開式晶圓傳送盒
前開式晶圓傳送盒（英語：FOUP, Front Opening Unified Pod），是半導體製程中被用來保護、運送、並儲存晶圓的一種容器。
其內部通常可以容納25片的300（12英寸）的晶圓，其主要的組成元件是一個能容納25片晶圓的前開式容器並有一個前開式的門框專司容器的開閉，是一種專屬於12吋晶圓廠內的自動化傳送系統重要的傳載容器。
其最重要的功能是在每一台生產機台之間的傳送途中，保護每25片的晶圓避免受到外部環境中的微塵汙染，進而影響到良率。